# Aftab Shivdasani
Aftab Shivdasani (ur. 25 czerwca 1978 w Mumbaju, Indie) – bollywoodzki aktor, syn hindusa i muzułmanki. Grał już jako dziecko, ale jako dorosły debiutował w 1999 roku – nagrodzony Nagrodą Zee Cine za Najlepszy Debiut i Nagrodą Screen Weekly za Najlepszy Debiut w Mast.

## Filmografia
- Studio Blast (2008) – Dangava Polder (w produkcji)
- Aankh Micholi (2008) (w produkcji)
- Loot (2008) (w produkcji)
- De Taali (January 2008) (w produkcji)
- Dost – My Best Friend (2008) (w produkcji)
- Dus Kahaniyaan (2007)
- Om Shanti Om (2007) – gościnnie w piosence Deewangi Deewangi
- Speed (2007)
- Life Mein Kabhie Kabhiee (2007) – Manish
- Cichy (2007) – Rishi
- Red: The Dark Side (2007) – Neil Oberoi
- Jaane Hoga Kya (2006) – Siddharth Sardesai / Clone
- Darwaza Bandh Rakho (2006) – Ajay
- Ankahee (2006) – Shekhar
- Shaadi Se Pehle (2006) – Rohit Chopra
- Mr Ya Miss (2005) – Sanjay Patel
- Deewane Huye Pagal (2005) – Raj Sinha (gościnnie)
- Koi Aap Sa (2005) – Rohan
- Shukriya (2004) – Ricky
- Masti (2004) – Prem
- Muskaan (2004) – Sameer Oberoi
- Suno Sasurjee (2004) – Raj K. Saxena
- Footpath (film) (2003) – Arjun Singh
- Hungama (2003) – Nandu
- Darna Mana Hai (2003) – Purab
- Pyaasa (2002) – Suraj Thakur
- Jaani Dushman: Ek Anokhi Kahani (2002) – Prem Srivastav
- Awara Paagal Deewana (2002) – Dr. Anmol Acharya
- Kya Yehi Pyaar Hai (2002) – Rahul Tiwari
- Koi Mere Dil Se Poochhe (2002) – Aman Puri
- Pyaar Ishq Aur Mohabbat (2001) – Taj Bharadwaj
- Dla miłości zrobię wszystko (2001) – Harry (Harilal)
- Kasoor (2001) – Shekhar Saxena – nominacja do Nagrody Filmfare za Najlepszą Rolę Negatywną
- Mast (1999) – Krishnakant Mathur (Kittu)
- Insaniyat (1994) – mały Amar
- C.I.D. (1990) – Sunny, syn Veera i Meghny (jako Master Aftab)
- Awaal Number (1990) – mały Sunny
- Chaalbaaz (1989) – Raju (As Master Aftab)
- Shahenshah (1988) – mały Vijay Shrivastav
- Mr India (1987) – Jugal (sierota)